# هیزن (آرکانزاس)
هیزن (آرکانزاس) (به انگلیسی: Hazen, Arkansas) یک شهر در ایالات متحده آمریکا با جمعیت ۱٬۶۳۷ نفر است که در آرکانزاس واقع شده‌است.

## موقعیت جغرافیایی
موقعیت جغرافیایی شهرها و مناطق اطراف به شرح زیر است: